# Arisaema nambae
Arisaema nambae là một loài thực vật có hoa trong họ Ráy (Araceae). Loài này được Kitam. mô tả khoa học đầu tiên năm 1966.